# مت تری
مت تری (به انگلیسی: Matt Terry) (زاده ۲۰ مهٔ ۱۹۹۳) خواننده انگلیسی است.
او در سال ۲۰۱۶ و در فصل سیزدهم ایکس فاکتور بریتانیا اول شد .